# José Manuel Pesudo
José Manuel Pesudo Soler (Almazora, 1º giugno 1936 – Valencia, 5 dicembre 2003) è stato un calciatore spagnolo, di ruolo portiere.

## Carriera
Si affermò inizialmente nel Valencia, con cui giocò per sette stagioni in due diversi periodi di tre e quattro anni ciascuno. In questi anni vinse una Liga e una Copa del Generalísimo. Ingaggiato dal Barcellona, vi giocò per cinque annate dal 1961 al 1966, conquistando due Coppe del Generalísimo e una Coppa delle Fiere. Nella stagione 1965-1966 fu insignito del Trofeo Zamora in qualità di portiere meno battuto della Liga (15 gol subiti in 30 giornate). Si ritirò nel 1973, a 37 anni, dopo aver difeso per due stagioni la porta del Betis Siviglia.
È morto a 67 anni a causa di un infarto.

## Palmarès

### Club

#### Competizioni nazionali
- Campionato spagnolo: 1

Valencia: 1970-1971
- Coppa di Spagna: 2

Barcellona: 1962-1963
Valencia: 1966-1967

#### Competizioni internazionali
- Coppa delle Fiere: 1

Barcellona: 1966

### Individuale
- Trofeo Zamora: 1

1965-1966 (15 gol subiti)